# Hjalmar Cedercrona
Hjalmar Axel Fritz Cedercrona, född den 23 december 1883 i Horns församling, död den 24 maj 1969 i Jönköping, var en svensk militär och gymnast.
Cedercrona var yngre son till sjökapten Hjalmar Axel August Cedercrona (död 1894) och dennes hustru Agda Hök. Efter att ha avlagt studentexamen i Linköping 1911 gick Hjalmar Cedercrona in vid det militära där han blev underlöjtnant 1905, löjtnant 1910 (samt från 1917 batterichef), kapten 1918 och major 1929, allt vid Smålands artilleriregemente. 1942 blev han överstelöjtnant i reserven. Han var riddare av Svärdsorden.
Som ung deltog Cedercrona i den svenska lagtruppen i gymnastik vid Olympiska spelen 1908 i London och blev som sådan delaktig i truppens guldmedalj.
Cedercrona var från 1911 gift med Carin Charlotta Kugelberg (1887–1981) med vilken han fick fyra döttrar och en son. Makarna Cedercrona är begravna på Ljungarums kyrkogård.